# Eparchia di Jaransk

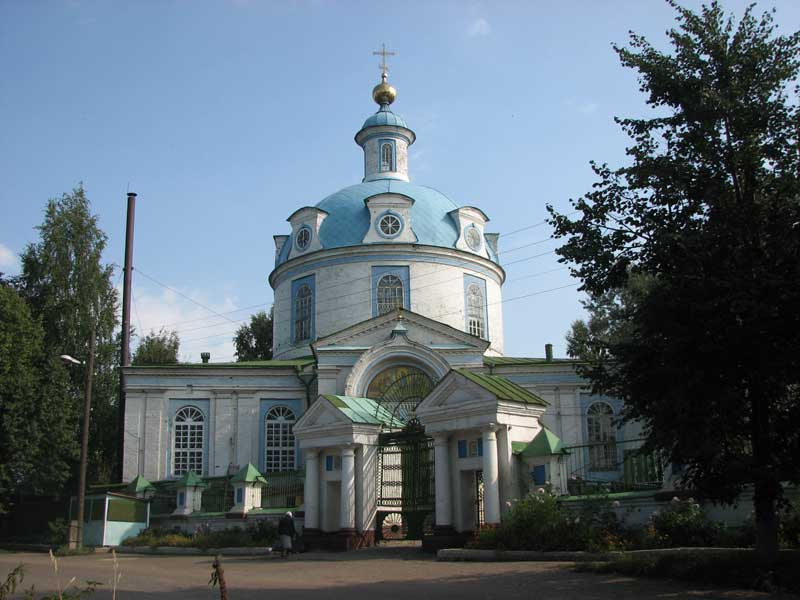
La cattedrale dell'Assunzione di Jaransk.

L'eparchia di Jaransk (in russo Яранская епархия?) è una diocesi della Chiesa ortodossa russa, appartenente alla metropolia di Vjatka.

## Territorio
L'eparchia comprende i rajon Arbažskij, Darovskoj, Kiknurskij, Kotel'ničskij, Luzskij, Murašinskij, Oparinskij, Pižanskij, Podosinovskij, Sančurskij, Svečinskij, Tužinskij, Šabalinskij e Jaranskij nella oblast' di Kirov nel circondario federale del Volga.
Sede eparchiale è la città di Jaransk, dove si trova la cattedrale dell'Assunzione.
L'eparca ha il titolo ufficiale di «eparca di Jaransk e Luza».

## Storia
L'eparchia è stata eretta dal Santo Sinodo della Chiesa ortodossa russa il 4 ottobre 2012, ricavandone il territorio dall'eparchia di Vjatka.